# Meioneta plagiata
Meioneta plagiata là một loài nhện trong họ Linyphiidae.
Loài này thuộc chi Meioneta. Meioneta plagiata được Richard C. Banks miêu tả năm 1929.